# Азербайджанська Демократична Республіка
Азербайджанська Демократична Республіка (АДР) (азерб. Azərbaycan Xalq Cümhuriyyəti (AXC)), 1918–1920 — незалежна держава, проголошена Тимчасовою Національною Радою мусульман Закавказзя 15 (28) травня 1918 року у Тифлісі під час припинення існування Закавказької федерації.
Азербайджанську Демократичну Республіку було проголошено в межах переважно населених мусульманами територій колишнього Кавказького намісництва — Бакинської, Єлизаветпольської губернії, а також Закатальського округу. У період з травня до жовтня 1918 року на більшій частині території АДР перебували османські війська, з листопада 1918 року до серпня 1919 року — в Баку та східній частині країни перебували британські війська.
27 квітня 1920 року частини 11-ї Армії РСЧА перетнули кордон АДР і 28 квітня увійшли до Баку. АДР припинила своє існування, і було проголошено Азербайджанську Соціалістичну Радянську Республіку.

## Державна символіка

### Прапор

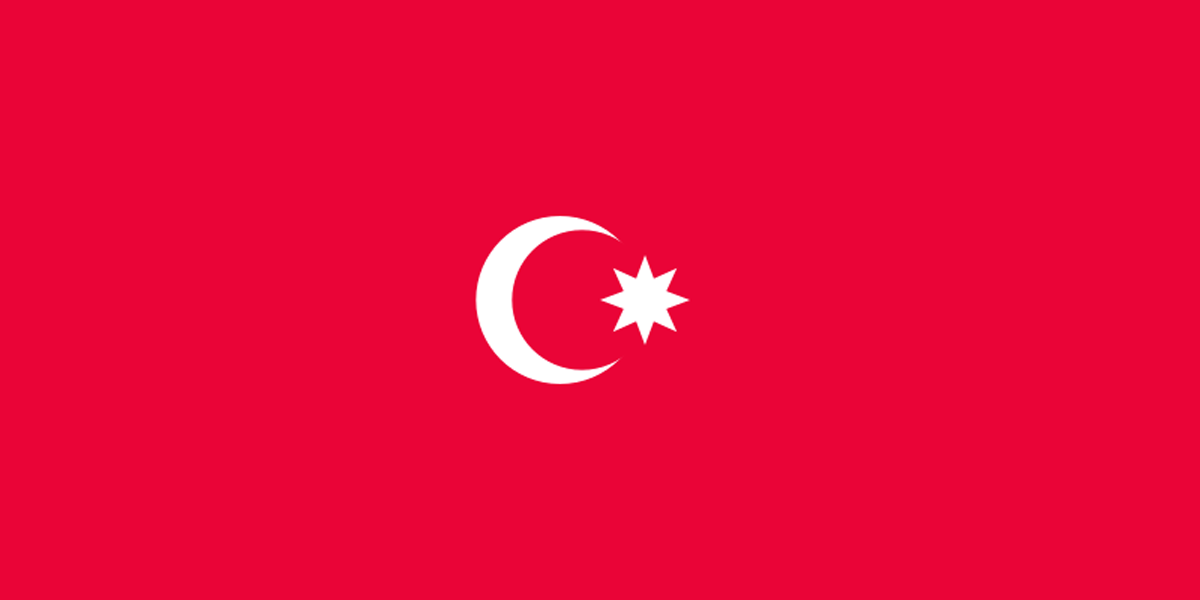
Перший прапор Азербайджанської Демократичної Республіки

21 червня 1918 року урядом у місті Гянджа було прийнято постанову про прапор:
«Визнати прапором Азербайджану прапор, виготовлений із червоної матерії із зображенням білого півмісяця та білої восьмигранної зірки на червоному тлі». 
9 листопада 1918 року на основі доповіді голови уряду Фаталі Хан Хойського було затверджено прапор, що складався з горизонтальних рівновеликих блакитної, червоної та зеленої смуг із зображенням в центрі білих півмісяця і 8-конечної зірки:
«Національним прапором визнати прапор, що складається із зеленого, червоного і блакитного кольорів з білим півмісяцем та восьмигранною зіркою». 
У своєму виступі Хойський сказав, що півмісяць символізує іслам, 8-кінечна зірка вказує 8 літер назви «Азербайджан» (у арабській абетці).

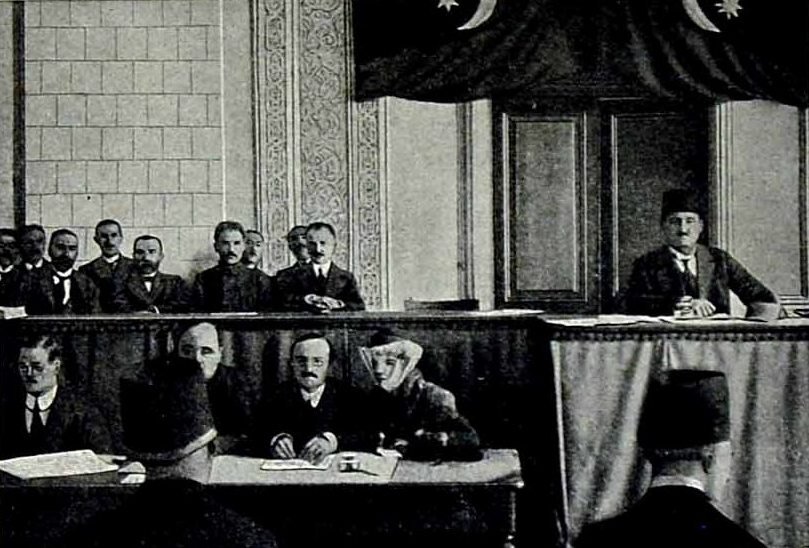
Перше засідання парламенту Азербайджанської Демократичної Республіки, на якому вивішено трикольоровий прапор. 7 грудня 1918 року.

7 грудня 1918 року новий прапор було підтверджено парламентом й піднято над будівлею парламенту. У своїй промові на засіданні парламенту Мамед Емін Расулзаде відзначав: «…цей трикольоровий прапор, що символізує незалежний Азербайджан, піднятий Національною радою і означає тюркську свободу, ісламську культуру й сучасність, буде завжди майоріти над нами…».
17 листопада 1990 року трикольоровий прапор було затверджено державним прапором Нахічеванської Автономної Республіки, а 5 лютого 1991 року — затверджено як державний прапор Азербайджанської Республіки.

### Герб
30 січня 1920 року уряд АДР ухвалив постанову про оголошення конкурсу на подання проектів національного гімну, державного герба й печатки:
«Доручити міністру народної просвіти оголосити конкурс на подання проектів національного гімну, державного герба й печатки з премією у 50 тис. карбованців першому і 25 тис. — другим». 
Однак, в результаті падіння 28 квітня 1920 року Азербайджанської Демократичної Республіки герб не було прийнято.

### Гімн
Слова державного гімну АДР написав азербайджанський поет Агмед Джавад, який у радянські часи став жертвою сталінських репресій. Мелодію до слів гімну АДР написав видатний композитор, основоположник азербайджанського оперного мистецтва Узеїр Гаджибеков. Поряд із прапором та гербом, гімн АДР також є елементом державної символіки сучасної Азербайджанської Республіки.

## Передісторія

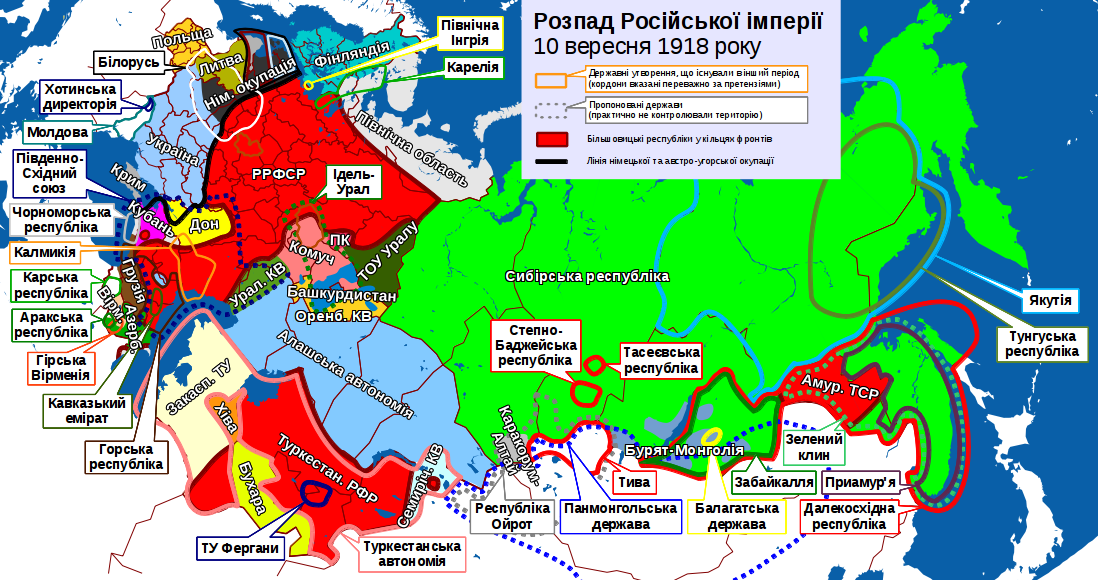
АДР на карті розпаду Російської імперії (вересень 1918)

Після Лютневої революції 1917 року мусульманський тюрко-татарський національний рух переходить від постановки й обговорення на сторінках друку проблем в основному національно-культурного характеру до висування й вирішення суто політичних задач. Панівне положення серед мусульман у Бакинській та Єлизаветпольській губерніях у нових умовах посідає партія «Мусават», створена 1911 року, що з самого свого зародження поставила собі за мету відбудову принципу самовизначення закавказьких тюрків-мусульман.
Наприкінці жовтня 1917 року в Баку відбувся перший з'їзд партії «Мусават», що ухвалив нову програму, яка включала такі вимоги:

1. Державний устрій Росії має бути у формі федеративної демократичної республіки, на засадах національно-територіальної автономії.

2. Свобода слова, совісті, друку, союзів, зібрань, страйків мають бути затверджені конституцією й гарантовані державою.

3. Всі громадяни, незалежно від віросповідання, національності, статі й політичних переконань рівні перед законом. Паспортна система скасовується. Будь-кому надається повне право пересування як у межах своєї країни, так і виїзд за межі держави без усяких спеціальних на те дозволів.

4. Для всіх службовців та працівників встановлюється восьмигодинний робочий день.

5. Усі казенні, удільні, дворянські та приватні землі роздаються селянам безкоштовно й безповоротно.

6. Суди підпорядковуються лише законам і надалі, до затвердження постанов повноважних судових органів, жоден громадянин не може бути покараний.

7. Загальна, безкоштовна та обов'язкова початкова й вища освіта.

(Державний архів Азербайджанської Республіки, ф.894, оп.1, од.зб.56, арк.5).

За тиждень після збройного перевороту у Петрограді, 31 жовтня (13 листопада) 1917 року, на розширеному засіданні Бакинської ради робітничих, селянських і солдатських депутатів Бакинська Рада на пропозицію її керівника Степана Шаумяна, незважаючи на опір есерів та меншовиків, оголосила себе місцевим правомірним революційним законодавчим органом і ухвалив резолюцію про визнання влади Раднаркому Російської Республіки. Степан Шаумян був обраний головою виконкому Бакинської Ради.
За межі Бакинського повіту влада Ради, однак, фактично не розповсюджувалась. Решта частини Закавказзя управлялась коаліційним Закавказьким комісаріатом, створеним 15 (28) листопада 1917 року представниками націоналістичних та соціал-демократичних партій. До Закавказького уряду, який очолював Євген Гегечкорі, увійшли й представники Азербайджану — Фаталі Хан Хойський, Маммед Юсіф Джафаров, Х. Хасмамедов і Худадат-бек Мелік-Асланов.
Бакинська Рада заявила Гегечкорі про невизнання влади комісаріату й наполягала на визнанні влади РНК Радянської Росії. 16 грудня Шаумян декретом РНК Радянської Росії був призначений тимчасовим надзвичайним комісаром у справах Кавказу.
5 (18) січня 1918 року у Москві відкрились Всеросійські Установчі збори, більшість членів яких склали представники соціал-демократів — меншовиків та соціалістів-революціонерів. Установчі збори більшістю голосів проголосили Росію демократичною федеративною республікою, відмовились визнати владу Ради Народних Комісарів і декрети II Всеросійського з'їзду Рад. У відповідь на це більшовики припинили роботу Установчих зборів.
За тиждень, 12 (25) січня, Закавказький комісаріат, обговоривши питання про політичне становище, ухвалив рішення про створення Закавказького сейму як законодавчого органу Закавказзя. 10 (23) лютого у Тифлісі відбулось перше засідання Сейму, до складу якого увійшли члени Всеросійських Установчих зборів, що повернулись із Петрограда, обрані від Закавказького виборчого округу, і представники політичних партій та громадських організацій (більшовики від участі у роботі Закавказького Сейму відмовились). Мусульманська фракція Сейму складалась із 44 депутатів, що представляли партії «Мусават», «Іттігад», «Гуммет» та мусульманський соціалістичний блок, лідером фракції був Мамед Емін Расулзаде.
3 березня 1918 року Радянська Росія підписала Брестський мир, за яким, зокрема, до Османської імперії відходили області Батума, Карса й Ардагана, анексовані Росією в результаті Російсько-турецької війни 1877–1878 років.
Османські війська, порушивши перемир'я на Кавказькому фронті, що тривало з 5 (18) грудня 1917 року, перейшли у наступ. 11 березня пав Ерзерум, 13 квітня — Батум. Тим часом Воєнно-революційний комітет Кавказької армії, що переїхав із Тифліса до Баку, розгорнув роботу зі створення радянських збройних сил. 30 березня — 1 квітня у Баку відбулись криваві міжетнічні сутички, після яких влада перейшла до рук Бакинської Ради народних комісарів (РНК). РНК, у якій були представлені більшовики та ліві есери, була утворена 25 квітня на засіданні Бакинської ради. Головою РНК став Степан Шаумян.
Військові невдачі на османському фронті змусили закавказький уряд прохати про відновлення мирних перемовин, але Османська імперія як попередню умову зажадала офіційного проголошення незалежності Закавказзя й виходу його зі складу Росії. 22 квітня 1918 року Закавказький сейм ухвалив резолюцію про проголошення Закавказзя незалежною, демократичною та федеративною республікою, а 26 квітня було сформовано новий уряд Закавказзя під керівництвом Акакія Чхенкелі. До складу цього уряду увійшли 5 представників Азербайджану: Фаталі Хан Хойський (міністр юстиції), Худадат-бек Мелік-Асланов (міністр шляхів сполучення), Насіб-бек Усуббеков (міністр просвіти), Мамед Гасан Гаджинський (міністр торгівлі й промисловості) та І. Гейдаров (міністр державного контролю).
Закавказзя, що залишилось без єдиної сильної влади, було охоплено анархією. Міжнаціональна ворожнеча досягла свого апогею у колишній Ериванській губернії. 80 тисяч місцевих жителів-мусульман стали біженцями.
Тим часом турки продовжували просування, зайнявши за два місяці Карс, Ардаган, Батумі, Озургеті, Ахалцихе. Уряд Закавказзя, не маючи сил для протидії наступу, був змушений піти на переговори з османським командуванням (за посередництва Німеччини). Перемовини, що тривали у Батумі з 11 травня до 26 травня, виявили гострі зовнішньополітичні протиріччя між національними фракціями у Закавказькому сеймі, що врешті-решт призвело до розпуску Сейму та розпаду федерації. На перемовинах Османська імперія висунула ще більш важкі умови, ніж це передбачав Брест-Литовський договір — Закавказзя мало поступитись Османській імперії двома третинами території Ериванської губернії, Ахалциським та Ахалкалакським повітами Тифліської губернії, а також контролем над Закавказькою залізницею. У цій ситуації Національна рада Грузії звернулась за допомогою й покровительством до Німеччини. Німецьке командування охоче відгукнулось на це звернення, оскільки Німеччина ще у квітні 1918 року підписала з Османською імперією таємну угоду про розподіл сфер впливу у Закавказзі, відповідно до якої Грузія й без того перебувала у сфері впливу Німеччини. Німецькі представники порадили Грузії негайно проголосити незалежність та офіційно прохати Німеччину про покровительство, щоб уникнути османської навали й загибелі. 24-25 травня 1918 року на засіданні виконкому Національної ради Грузії цю пропозицію було прийнято. 26 травня Закавказький сейм оголосив про саморозпуск.

## Азербайджанська Демократична Республіка

### Проголошення незалежності

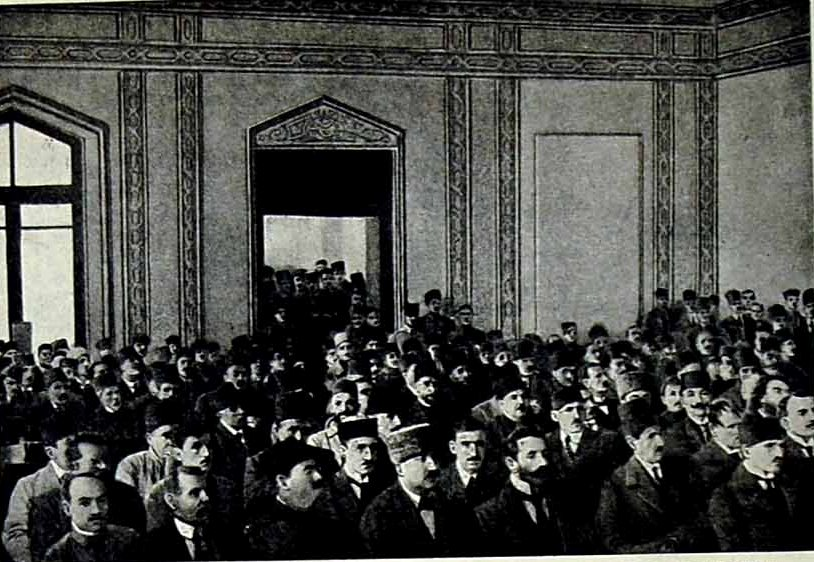
Зала засідань першого парламенту Азербайджану, 1918

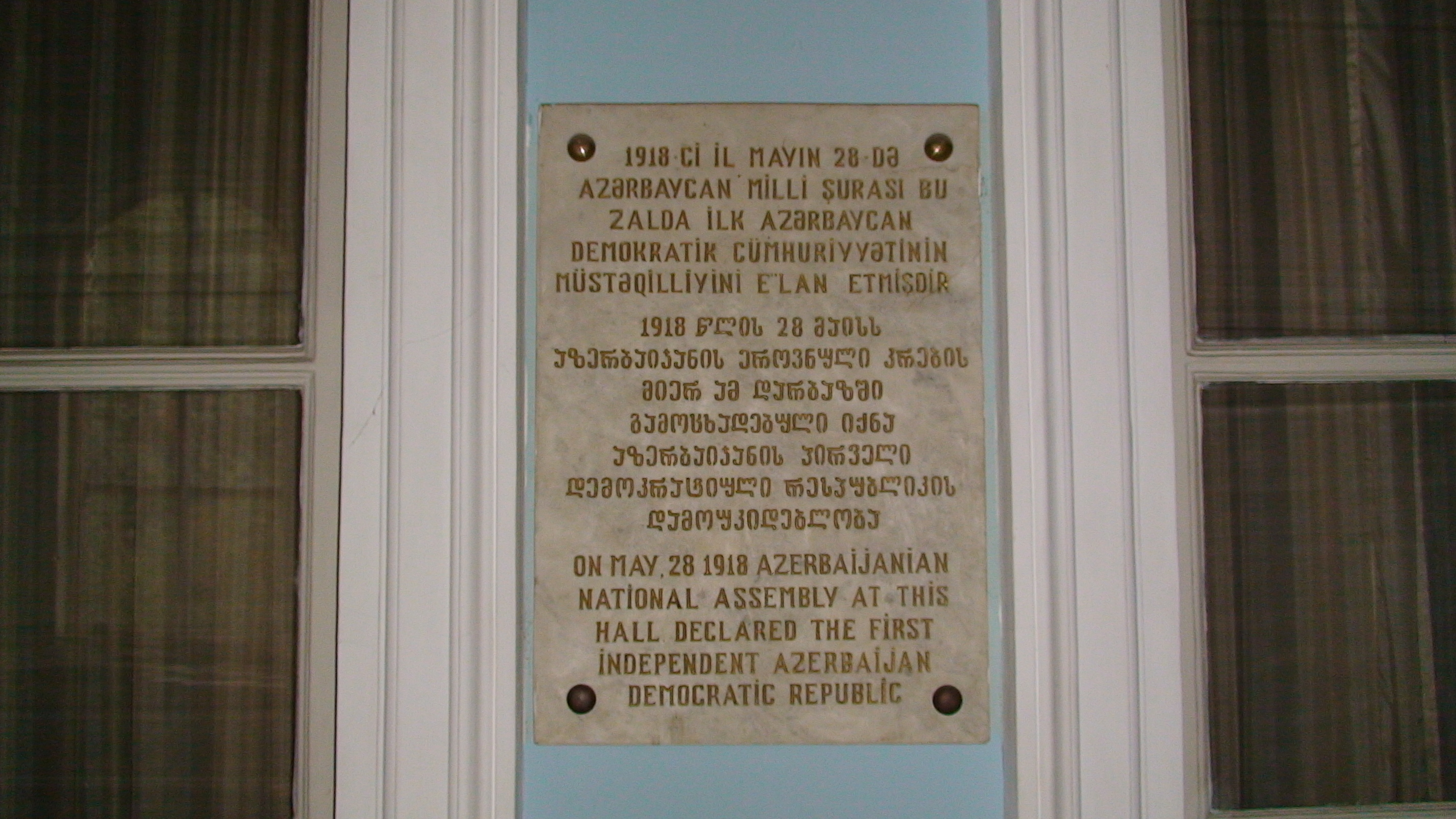
Меморіальна дошка у залі колишнього Палацу намісника на Кавказі у Тбілісі, де було проголошено незалежність Азербайджану

27 травня члени мусульманської фракції Закавказького сейму на своєму засіданні ухвалили рішення проголосити незалежність Азербайджану, оголосивши себе Тимчасовою Національною радою Азербайджану. Тим самим було закладено основу для майбутньої парламентської республіки. На цьому зібранні було обрано президію та голову Національної ради Азербайджану, яким став Мамед Емін Расулзаде.
28 травня була проголошена самостійна Азербайджанська Демократична Республіка (АДР). В Акті про незалежність, прийнятому Національною радою Азербайджану, йшлося таке:
1. Віднині азербайджанський народ є носієм суверенних прав, а Азербайджан, що охоплював Східне та Південне Закавказзя, — повноправною незалежною державою.
2. Формою політичного устрою незалежного Азербайджану встановлюється Демократична Республіка.
3. Азербайджанська Демократична Республіка прагне встановити добросусідські відносини з усіма членами міжнародного спілкування, й особливо із суміжними народами та державами.
4. Азербайджанська Демократична Республіка гарантує у своїх межах громадянські й політичні права всім громадянам незалежно від національності, віросповідань, соціального положення і статі.
5. Азербайджанська Демократична Республіка всім народностям, що населяють її територію, надасть широкий простір для вільного розвитку.
6. До скликання Установчих зборів на чолі управління всім Азербайджаном стоїть Національна Рада, обрана народним голосуванням, і Тимчасовий уряд, підзвітний Національним зборам[16].

Того ж дня Фаталі Хан Хойський, якому було доручено сформувати перший уряд АДР, оголосив його склад:
1. Голова Ради Міністрів та міністр внутрішніх справ — Фаталі Хан Хойський, безпартійний;
2. Військовий міністр — Хосров-бек Султанов, «Іттіхад»;
3. Міністр закордонних справ — Мамед Гасан Гаджинський, «Мусават»;
4. Міністр фінансів та міністр народної просвіти — Насіб-бек Усуббеков
5. Міністр юстиції — Халіл-бек Хасмамедов, «Мусават»;
6. Міністр торгівлі й промисловості — Маммед Юсіф Джафаров, безпартійний;
7. Міністр землеробства та міністр праці — Акпер Ага Шейх-уль-Ісламов, «Гуммет»;
8. Міністр шляхів сполучення та міністр пошт і телеграфу — Худадат-бек Мелік-Асланов, «Мусульманський соціалістичний блок»;
9. Державний контролер — Джамо бек Гаджинський, «Мусульманський соціалістичний блок»[17].

### Османський наступ на Баку
До того часу передові частини османської 5-ї Кавказької дивізії вже стояли в Єлизаветполі, куди вони вступили ще 25 травня. Того ж дня туди прибув османський генерал Нурі-паша і приступив до формування Кавказької ісламської армії, яка мала провести операцію із взяття Баку.
4 червня було укладено угоду про мир і дружбу між АДР і Османською імперією, відповідно до якої Османська імперія зобов'язувалась «надавати допомогою збройною силою уряду Азербайджанської Республіки, якщо така буде необхідною для забезпечення порядку й безпеки у країні». Вже наступного дня османська армія вступила до Єлизаветполя. 6 червня збройні формування Бакинської Ради народних комісарів почали наступ на Єлизаветполь. Уряд АДР звернувся за військовою допомогою до Османської імперії на підставі щойно підписаної угоди про дружбу. Османська імперія задіяла з цією метою Кавказьку ісламську армію під командуванням генерала Нурі-паші, до складу якої разом з 5-ю Кавказькою і 15-ю Чанахгалинською османськими дивізіями увійшов Мусульманський корпус, сформований урядом АДР. Об'єднані османсько-азербайджанські війська розгромили під Геокчаєм частини 1-го Кавказького корпусу Червоної армії.
16 червня уряд АДР і Національна рада переїхали з Тифлісу до Єлизаветполя, що став тимчасовою столицею АДР (30 липня місту повернено історичну назву — Гянджа). 17 червня відбулось засідання Національної ради Азербайджану, яка під тиском османського командування сформувала новий уряд і саморозпустилася. Законодавча й виконавча влада до скликання Установчих зборів перейшла до другого Тимчасового уряду такого складу:
- Голова Ради міністрів — Фаталі Хан Хойський;
- міністри — Мамед Гасан Гаджинський, Насіб-бек Усуббеков, Алімардан-бек Топчибашев, Бейбут Ага Джаваншир, Халіл-бек Хасмамедов, Хосров-бек Султанов, Худадат-бек Рафібеков, Худадат-бек Мелік-Асланов, Ага Ашуров, Абдул Алі-бек Амірджанов, Муса-бек Рафієв[21].

27 червня державною мовою Азербайджанської Республіки була проголошена тюркська (азербайджанська) мова.
9 липня поразкою військ Бакинського Раднаркому завершились триденні бої за Кюрдамир.

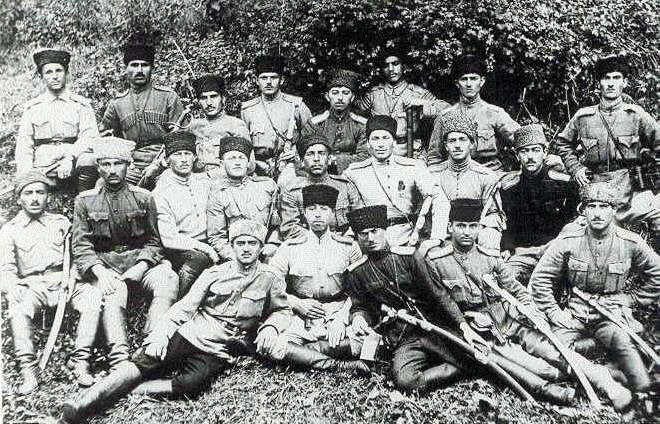
Офіцери армії АДР

20 липня частини Кавказької ісламської армії вибили війська Бакинського Раднаркому із Шемахи, а за тиждень підійшли до Баку на відстань 16 км. Поразки у боях проти Кавказької ісламської армії, гостра продовольча криза у Баку та невдоволення політикою Бакинської комуни призвели до зміни влади у місті. Уряд бакинських комісарів був не здатний самостійно переломити ситуацію, а необхідного воєнного підкріплення з Радянської Росії не надійшло у зв'язку зі складним становищем на інших фронтах. 25 липня на надзвичайному засіданні Бакинської Ради опоненти більшовицького уряду — блок есерів, меншовиків та дашнаків — провели більшістю голосів резолюцію «Про запрошення до Баку англійців і утворення влади з представників усіх соціалістичних партій». Більшовики відмовились від участі у коаліції і 31 липня заявили про складання своїх повноважень. Таким чином, влада у Баку перейшла до рук «Диктатури Центрокаспію і Президії комітету Ради робітничих і солдатських депутатів». Однак нова влада у Баку також була не сила зупинити Кавказьку ісламську армію. Деморалізовані війська Диктатури Центрокаспію зазнавали поразки за поразкою. У цій ситуації керівництво Диктатури Центрокаспію звернулось за допомогою до британців, які направили до Баку з Ензелі (Персія) експедиційний корпус чисельністю близько 1000 чоловік. Основні сили британців були перекинуті морем до 17 серпня.
Прибуття нечисленного британського контингенту не змогло змінити становище на фронті, і 15 вересня османсько-азербайджанська армія під командуванням генерала Нурі-паші увійшла до Баку, після чого у місті почались масові убивства й грабежі серед вірменського населення у помсту за убивства мусульман у березні.
17 вересня уряд АДР перебрався з Гянджі до Баку.
Завершення бойових дій проти військ Бакинської комуни дозволило уряду АДР приступити до розв'язання іншої проблеми — зміцнення своєї влади у Карабаху й Занґезурі, де вірменське населення категорично відмовлялось підкоритись владі АДР. 22 липня 1918 року у Шуші було скликано Перший з'їзд вірменів Карабаху, який проголосив Нагірний Карабах незалежною адміністративно-політичною одиницею й обрав власний Народний уряд (з вересня 1918 року — Вірменська національна рада Карабаху). Ще на початку вересня командувач османськими військами Нурі-паша висунув Національній раді Карабаху ультиматум про визнання влади АДР, однак Другий з'їзд вірменів Карабаху, скликаний 6 вересня, відкинув його. Після взяття Баку звідси на Карабах вирушила османська дивізія. Османські війська зайняли Шушу, роззброївши вірменські частини та здійснивши масові арешти серед місцевої інтелігенції. Збройний опір османським військам продовжився у гірських районах.

### Введення британських військ
30 жовтня представниками Антанти й Османської імперії було підписано так зване Мудроське перемир'я, яке, зокрема, передбачало евакуацію османських військ із Закавказзя й надання державам Антанти права окупувати Баку і Батум.
16 листопада, після відходу османських військ, було відновлено роботу Національної ради Азербайджану. Наступного дня у Баку висадились частини 39-ї британської піхотної бригади під командуванням генерал-майора В. М. Томсона, що оголосив себе військовим губернатором Баку і вимагав виведення військ АДР зі столиці. З цього часу до квітня 1919 року військове міністерство АДР, створене 7 листопада, розташовувалось у Гянджі.
Рештки османських військ, однак, ще довго перебували на території Карабаху, частково злившись із армією АДР. Наприкінці листопада проти них висунувся зі своїм загоном вірменський генерал Андранік Озанян, що укріпився у Занґезурі; біженці-мусульмани полинули до Агдаму.
Вірменське населення Карабаху розраховувало на те, що наступ загону Андраніка завершиться об'єднанням Карабаху з Вірменією, однак, не дійшовши до Шуші, Андранік на вимогу британців повернув назад, наказавши карабахцям «негайно призупинити бойові дії проти татар і турків». Вірменська національна рада Карабаху була відновлена і знову взяла у свої руки управління регіоном, хоча обстановка була далекою від нормальної. В районі залишались азербайджанські і частково османські війська; грабежі, розбій та вірменсько-мусульманські сутички тривали. Ситуацію ускладнювала велика кількість біженців, яких, за оцінкою генерала Томсона, накопилось у всьому Карабаху до 40 тисяч — 30 тис. вірменів і 10 тис. мусульман.

### Парламент

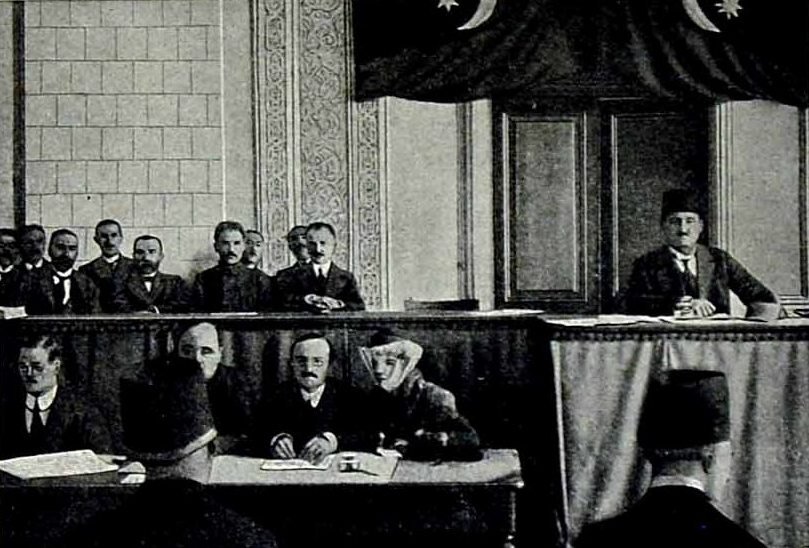
Перше засідання парламенту Азербайджанської Демократичної Республіки

19 листопада 1918 року було прийнято закон про утворення азербайджанського парламенту. 7 грудня відкрився парламент Азербайджанської Демократичної Республіки, що первинно складався з 97 депутатів. Головою парламенту став Алімардан-бек Топчибашев, випускник юридичного факультету Петербурзького університету, дипломат, що намагався відстоювати незалежність Азербайджану, автор праці «Дипломатичні бесіди у Стамбулі».
У парламенті було представлено 11 фракцій і груп. Состав парламенту дещо змінювався, але загальна кількість депутатів не перевищувала ста чоловік. Наприкінці 1919 року 96 депутатів розподілялись між фракціями таким чином: «Мусават» — 28, «Іттіхад» — 13, «Ехрар» — 6, «Соціалістичний блок» — 8, «Гуммет» — 5, безпартійні — 18, «Слов'яно-руське товариство» — 3, «Національні меншини» — 4, «Вірменська фракція» — 5, «Дашнакцутюн» — 6 чоловік.

### Внутрішня та зовнішня політика

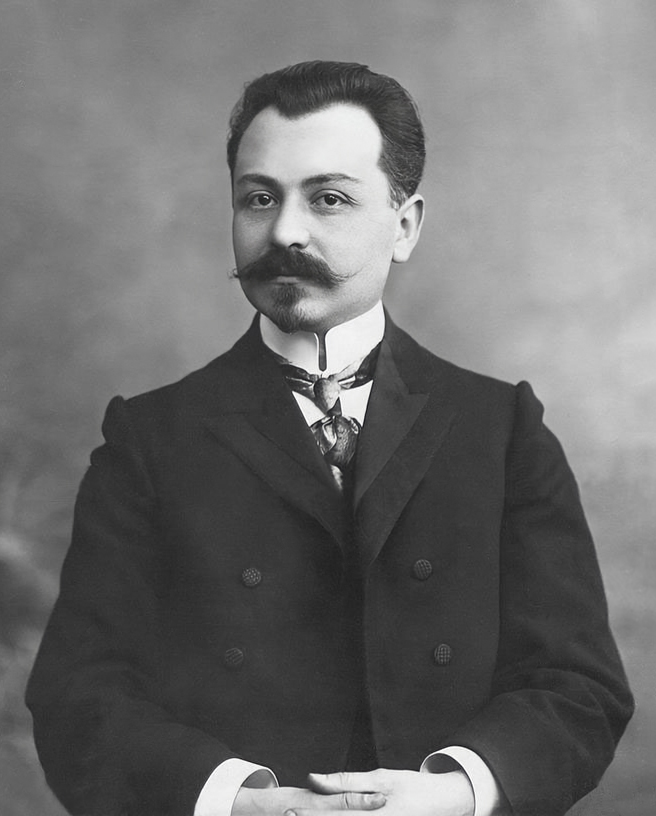
Фаталі Хан Хойський

22 грудня 1918 року було сформовано третій кабінет міністрів у такому складі:
- Міністр-голова та міністр закордонних справ — Фаталі Хан Хойський,
- Міністр внутрішніх справ — Х.-б. Хасмамедов,
- Міністр фінансів — І. М. Протасов,
- Міністр шляхів сполучення та віросповідань — Насіб-бек Усуббеков,
- Міністр пошти, телеграфу й праці — А.-б. Сафікюрдський,
- Міністр землеробства — Хосров-бек Султанов,
- Військовий міністр — Самедбек Мехмандаров,
- Міністр нагляду — Р.-Х. Хойський,
- Міністр народного здоров'я — Є. Я. Гіндес,
- Міністр продовольства — К. П. Лізгар,
- Міністр торгівлі й промисловості — М. Асадуллаєв і контролер М.-Г. Гаджинський[32].

28 грудня генерал-майор В. М. Томсон зробив заяву про визнання уряду Фаталі Хан Хойського єдиною законною владою в Азербайджані.
8 січня 1919 року було прийнято Закон про політичну амністію. 15 січня було створено головний штаб Збройних сил Азербайджанської Республіки.
У березні пішов у відставку кабінет міністрів Ф. Хойського. 14 квітня було оголошено новий (четвертий) кабінет у такому складі:
- Міністр-голова і міністр внутрішніх справ — Насіб-бек Усуббеков
- Міністр фінансів — Алі Ага Гасанов
- Міністр торгівлі й промисловості — Ага Амінов
- Міністр закордонних справ — М.-Ю. Джафаров
- Міністр шляхів сполучення — X.-б. Мелік-Асланов
- Міністр пошти й телеграфу — Д ж.-б. Гаджинський
- Міністр юстиції й праці — А.Сафикюрдський
- Військовий міністр — генерал Самедбек Мехмандаров
- Міністр здоров'я — Дастаков
- Міністр просвіти й віросповідань — Рашид Хан Капланов
- Міністр землеробства — Аслан Кардашев
- міністр без портфеля — Х. Амаспюр
- Міністр контролю — Наріман-бек Наріманбеков.

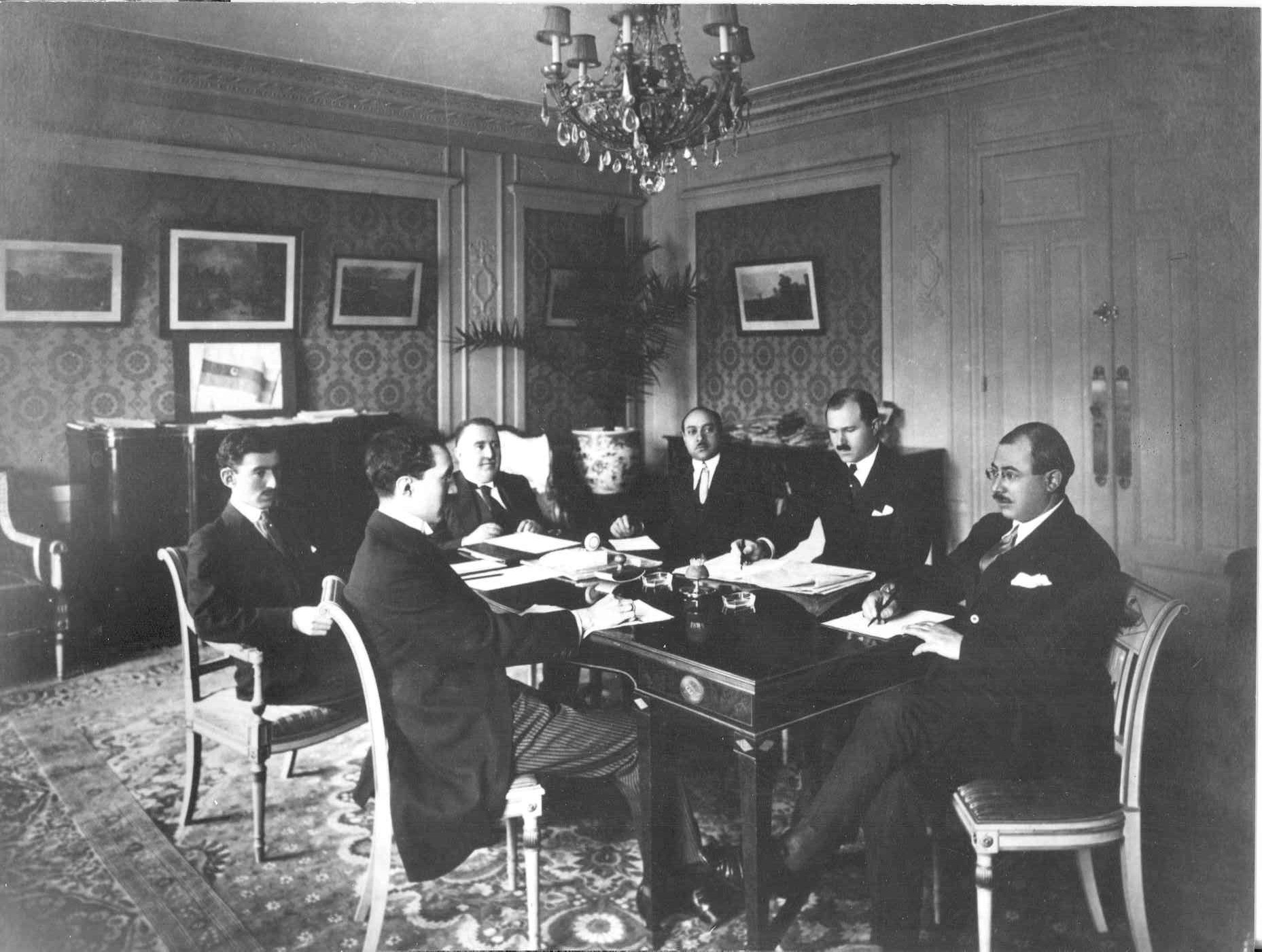
Азербайджанська делегація в Парижі у готелі Гларідж під час Паризької мирної конференції, 1919

24 квітня на території Мугані почалось більшовицьке повстання проти «білого» уряду області, створеного ще в серпні 1918 року, який визнав владу денікінського уряду Півдня Росії. 15 травня тут було проголошено Муганську Радянську республіку, що проіснувала до 23 липня.
9 червня було започатковано Комітет державної оборони у складі голови Ради міністрів Насіб-бека Усуббекова, військового міністра, міністра шляхів сполучення, міністра закордонних справ та міністра юстиції.
11 червня на території Азербайджану було введено воєнний стан. 16 червня, зважаючи на очікуваний наступ, Добровільчої армії генерала Денікіна на Азербайджан, з одного боку, й на Грузію — з іншого, було укладено воєнно-оборонну угоду між Азербайджаном та Грузією на таких умовах: 
 1. Держави, що домовляються, зобов'язуються виступати спільно усіма збройними та військовими силами й засобами проти усілякого нападу, що погрожує незалежності чи територіальній недоторканості однієї чи обох республік. …10. Третій закавказькій республіці — Вірменії надається право у двотижневий термін з дня офіційного повідомлення дійсної угоди заявити про свою згоду приєднатись до цієї угоди 
Однак керівництво Вірменії надало перевагу таємному військовому союзу з Денікіним..
11 серпня було прийнято Закон про азербайджанське громадянство. 19 серпня було укладено британсько-перську угоду, за якою Персія відмовилась від територіальних претензій до Азербайджану.
24 серпня 1919 року почалась евакуація британських військ з Баку.
11 січня 1920 року Верховна рада союзних держав — переможниць у Першій світовій війні ухвалила рішення про визнання де-факто незалежності Азербайджану.

### Вірмено-азербайджанська війна
Ще 8 січня 1919 року було започатковано Карабаське генерал-губернаторство, і британське військове командування затвердило призначення Хосров-бека Султанова генерал-губернатором Карабаху й Зангезура, однак депутати IV і V Карабаських вірменських національних з'їздів, що пройшли у лютому та квітні, відмовились із ним співпрацювати. В резолюції V з'їзду йшлося: «Азербайджан завжди виступав посібником та спільником у звірствах, що здійснювались Туреччиною стосовно вірменів взагалі і карабаських вірменів зокрема, таке ставлення зберігається й донині. (…) Розбій, грабіж, убивства, полювання за вірменами на дорогах — все це є нормальними засобами для досягнення Азербайджаном своєї мети». В резолюції була оголошена неприйнятною «будь-яка адміністративна програма, що мала будь-який зв'язок із Азербайджаном». Зі свого боку, уряд Республіки Вірменії призначив генерал-губернатором Карабаху й Занґезура капітана Арсена Шахмазяна, не визнаного британською військовою владою, яка вимагала його відкликання.
4-5 червня генерал-губернатор Карабаху й Зангезура Хосров-бек Султанов організував у Шуші та її околицях різню вірменів. Одночасно курдськими та азербайджанськими кочівниками під керівництвом брата генерал-губернатора було вирізано вірменське селище Гайбаллу (Кайбалікенд). Вірмени інших селищ, що зазнали нападів, організувались і дали відсіч.
22 серпня VII з'їзд вірменського населення Карабаху визнав (тимчасово, до рішення Паризької мирної конференції) владу генерал-губернатора Султанова.
У Занґезурському повіті азербайджанська адміністрація так і не була встановлена, і влада зберігалась у руках Вірменської національної ради, що визнавала владу Республіки Вірменії, з якою свого часу доводилось рахуватись і британській військовій владі.
На спроби британської військової місії змусити Занґезур визнати владу Азербайджану голова вірменської обласної ради відповідав: «За весь період турецько-азербайджанської авантюри Занґезур був самостійним. Союзне командування визнало це становище чинним. Усяке зазіхання на нашу самостійність з будь-чийого боку — є порушення статусу кво»
Влада АДР, однак, планувала приєднання Зангезура й після уходу британців приступила до зосередження військ у цьому районі.
Відповідно до доповіді начальника штабу армії Вірменії, 5 листопада 1919 року вірмени у Занґезурі зупинили натиск азербайджанських військ під Горіс і 6 листопада перейшли у контрнаступ, відкинувши азербайджанців у Карабах і захопивши при цьому 13 кулеметів, понад 150 полонених й багато поранених. Після цього 10 листопада на Занґезурському фронті настало затишшя.
23 листопада 1919 року в Тифлісі між Азербайджаном та Вірменією було укладено угоду, відповідно до якої сторони зобов'язались припинити усі збройні сутички, відкрити дороги, що ведуть до Занґезура, й вирішити всі спірні питання, включаючи питання про кордони, мирним шляхом. Тим не менше бойові дії у Занґезурі тривали. 14 грудня 1919 року азербайджансько-вірменська конференція, що відкрилась у Баку, не принесла позитивних результатів.
22 січня Азербайджан направив ноту Вірменії, звинувативши її в тому, що 19 січня вірменські війська почали наступ із Занґезура на Шушинський повіт.. Зі свого боку, вірменський уряд у ноті у відповідь та внутрішньому листуванні зазначав, що не має про події в Занґезурі жодних відомостей, і прохав у свого представника в Азербайджані з'ясувати подробиці. Представник Вірменії у Грузії припустив, що «Азербайджан готується роззброїти Карабах і відряджає війська, для чого розповсюджує чутки про безчинства». Того ж дня, 22 січня, за даними представника Вірменії в Азербайджані, генерал-губернатор Карабаху Султанов поспіхом виїхав з Баку до Карабаху для введення військ у Варанду й Зангелан.
19 лютого генерал-губернатор Карабаху Хосров-бек Султанов звернувся до Національної ради карабаських вірменів з категоричною вимогою негайно вирішити питання «остаточного входження Карабаху до Азербайджану як нерозривної економічної його частини». У районах, прилеглих до Нагорного Карабаху, почалось зосередження азербайджанських військ та ополченців. До Шуші як військовий радник прибув османський генерал Халіл-паша, один з організаторів геноциду вірменів у Туреччині. 23 лютого азербайджанським урядом було прийнято постанову про надання матеріальної допомоги постраждалим та нужденним біженцям-мусульманам у Вірменії.
8 березня Вірменія направила ноту Азербайджану, звинувативши його в тому, що «азербайджанськими військовими частинами у Ханкендах і Агдамі без усілякої причини перебито до 400 осіб мирного вірменського населення, майно яких і будинки пограбовано. Дорога Агдам — Шуша закрита для використання вірменським населенням, й останньому оголошено економічний бойкот». 16 березня міністром закордонних справ АДР Фаталі Ханом Хойським була направлена нота у відповідь міністру закордонних справ Вірменії
В середині березня Азербайджан, після висунутого ультиматуму, приступив до роззброєння вірменів Карабаху; одночасно азербайджанські сили вторглись до Зангезура.

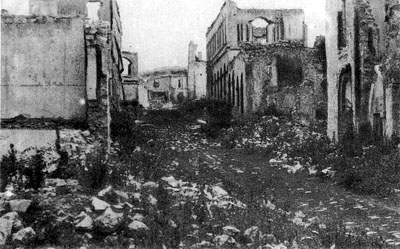
Руїни м. Шуші у березні 1920 року

У ніч з 22 на 23 березня, під час свята Новруз, вірменські збройні загони здійснили напад на Ханкенді й Аскеран й атакували азербайджанський гарнізон у Шуші.
Турки відповіли поголовною різнею в Шуші (22 березня було вирізано 8000 чоловік) і загальним наступом на Зангезур. Вірменську частину Шуші було цілком спалено, вірменське населення, що вціліло, вигнано.
25-26 березня у Зангезурі вірменські сили зупинили азербайджанський наступ на Капан та Горіс, відкинули супротивника і прорвали азербайджанський фронт; вранці 31 березня зангезурці з'єднались із карабахцями. Карабах, окрім Ханкендів й Шуші, де були блоковані азербайджанські війська, опинився у руках вірменів. До Карабаху було перекинуто майже всю азербайджанську армію. Наприкінці березня азербайджанці, закінчивши концентрацію військ, почали наступ трьома напрямками: на Аскеран — Шушу; на Ванклу (Хачен); на Карачінар (на півночі). 3 квітня азербайджанці зайняли Аскеран, зумівши відновити зв'язок із Шушею та Ханкендами, і, спираючись на Шушу, повели загальний наступ. Наступ був зупинений вірменами 12 квітня на півночі — під Чайкендом, на півдні — під Кешишкендом. У Хачені азербайджанці взагалі не просунулись. До 16 квітня бої припинились.
23 квітня IX з'їзд вірменів Карабаху анулював постанову VII з'їзду про підпорядкування Азербайджану і проголосив приєднання Карабаху до Вірменії.

### Падіння Азербайджанської Демократичної Республіки

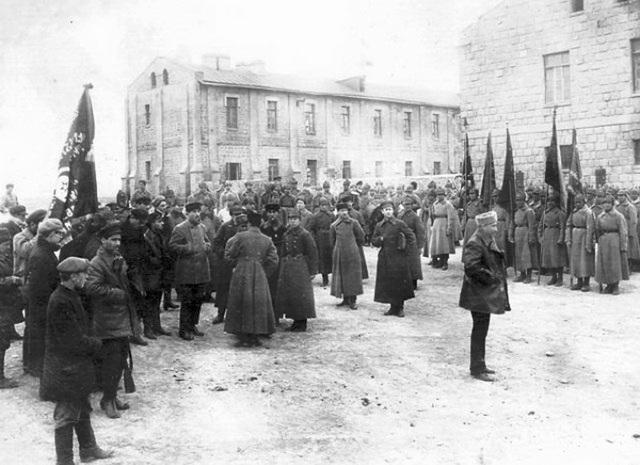
Червона армія у Баку, травень 1920 року

У той самий час, в середині квітня, частини 11-ї Армії РСЧА, розбивши рештки військ Денікіна, підійшли до північних кордонів Азербайджану. Скориставшись тим, що Азербайджан перекинув практично всі свої війська до Карабаху, 27 квітня частини 11-ї Армії перетнули азербайджанський кордон і, не зустрівши опору, 28 квітня увійшли до Баку. АДР припинила своє існування, і було створено Азербайджанську РСР.